# Jon Stephenson von Tetzchner
Jon Stephenson von Tetzchner (ur. 29 sierpnia 1967 w Reykjavíku) — współzałożyciel i były dyrektor generalny Opera Software ASA.
Absolwent Uniwersytetu w Oslo na kierunku informatyka. W latach 1991–1995 pracownik norweskiej firmy Telenor, gdzie razem z Geirem Ivarsøyem prowadził prace nad projektem przeglądarki stron WWW o nazwie MultiTorg Opera. W 1995 roku, po zakończeniu projektu, założył z Geirem Ivarsøyem firmę Opera Software, w celu kontynuacji prac nad przeglądarką Opera. 
5 stycznia 2010 został zastąpiony na stanowisku CEO w Opera Software przez Larsa Boilesena, objął stanowisko niezależnego doradcy ds. strategii firmy. Opuścił firmę w 2011 roku. W 2016 roku światło dzienne ujrzał jego nowy projekt - przeglądarka internetowa Vivaldi (przeglądarka).